# Francesc Sanuy i Gistau
Francesc Sanuy i Gistau (Barcelona, desembre de 1936 - Barcelona, 22 de maig de 2017) fou un advocat, polític i comentarista d'opinió català. Entre 1980 i 1985 fou Conseller de Comerç i Turisme del govern de Convergència i Unió. A partir de 1986 i fins al 1989 fou diputat per CiU al Congrés dels Diputats.
Sota el pesudònim de J.B Boix, a finals dels anys 1990 va signar diverses columnes i llibres d'actualitat política. Els seus mordaços comentaris i les afilades crítiques als poders fàctics i al món financer de Catalunya provocaren el seu acomiadament del diari Avui per pressions de La Caixa, institució financera de la qual el diari en tenia una gran dependència.

## Biografia
Era llicenciat en dret per la Universitat de Perusa, graduat per l'Institut Universitari de Torí en Estudis Superiors Europeus i màster de relacions industrials per la Universitat Cornell. Fou també locutor del Spanish Service de la BBC, membre de la junta directiva del Cercle d'Economia (1972-1975) cap del Departament de Comerç Exterior de la Cambra Oficial de Comerç, Indústria i Navegació de Barcelona, comissari del 75è aniversari del Futbol Club Barcelona i traductor de la Divisió Lingüística de l'ONU, a Ginebra.
El maig de 1980 fou nomenat conseller de Comerç, Consum i Turisme del Govern de Catalunya i delegat de la Generalitat de Catalunya a Madrid, càrrec que va ocupar fins a 1985. Fou elegit diputat per la província de Barcelona per Convergència i Unió a les eleccions generals espanyoles de 1986, i entre 1986 i 1989 fou vocal de la Comissió d'Economia, Comerç i Hisenda del Congrés dels Diputats. Va ser directiu de la Fira de Barcelona i de la Fira de Madrid, així com comissari de la Generalitat per al Mil·lenari de Catalunya i del Pavelló de Catalunya a l'Exposició Universal de Sevilla de 1992.
Després de la seva jubilació, va publicar diversos llibres d'Economia i va col·laborar amb mitjans de comunicació: durant molts anys, va ser tertulià a "El Matí de Catalunya Ràdio". El 2002 va rebre la Creu de Sant Jordi.

## Obres
- 6 Milions d'innocents (Menys Uns Quants Espavilats) (1999)
- Articles de Neteja (2000)
- Informe Sanuy. Defensa del petit comerç i crítica de ‘La Caixa'  (2005)
- Els plats trencats. Banquers, polítics i ciutadans: culpables i víctimes de la crisi econòmica (2010)
- Capitalisme Cibeles (2012)
- La banca sempre guanya (2014)
- Diuen que tinc memòria (2015)